# Sku' du spørg' fra no'en?
"Sku' du spørg' fra no'en?" ("Que tens com isso?" ) foi a canção que representou a Dinamarca no Festival Eurovisão da Canção 1985, interpretada em  dinamarquês pelos  Hot Eyes. 
A canção tinha letra de Keld Heick, música de Søren Bundgaard e orquestração de Wolfgang Käfer.
A referida canção foi a quarta a atuar na noite do evento, a seguir à canção cipriota "To katalava arga", interpretada por Lia Vissi e antes da canção espanhola "La fiesta terminó", interpretada por Paloma San Basilio. Terminou a competição em 11.º lugar, com 41 pontos.
A canção é um dueto em que ambos descrevem um encontro casual num clube noturno. Ele tentam desesperadamente recordar-se do nome dessa pessoa que eles tinham visto, antes de descobrirem que costumavam brincar juntos como crianças.
A interpretação desta canção, também é recordada porque surge a cantar a filha de Søren Bundgaard' (Lea Bundgaard), na altura, com apenas nove anos. Isto já não é possível desde 1990 (em 1989, surgiram dois cantores com 11 e 12 anos e houve muitos protestos), quando as regras determinaram que só podem participar no Festival Eurovisão da Canção pessoas com mais de 16 anos.   